# Ser o parecer
"Ser o Parecer" é uma canção do grupo pop mexicano RBD, gravada para o seu terceiro álbum de estúdio, Celestial (2006). Escrita e produzida por Armando Ávila, a canção possui uma versão em português contida na edição brasileira do disco.
A canção foi lançada em 14 de agosto de 2006 como primeiro single do álbum através da gravadora EMI Music e marca o início musical do RBD fora da telenovela mexicana Rebelde (2004–06), e a dedicação maior do grupo à música. Além disso, foi o primeiro single em espanhol do grupo a obter um bom desempenho nos Estados Unidos, bem como em todo mundo; sendo sua segunda música a traçar na Billboard Hot 100 dos Estados Unidos, sendo a primeira a música "Tu Amor".

## Vídeo musical
Em 2 de outubro de 2006, a gravadora EMI anunciou o vídeo musical da canção. Foi dirigido por Esteban Madrazo e filmado na cidade de São Paulo no Brasil, durante a passagem do grupo pelo país durante a Tour Generación RBD. O vídeo mostra como o grupo e seus membros passaram de desconhecidos virtuais para superstars internacionais. Com o figurino eles quiseram mostrar que não importa a sua roupa ou o dinheiro que você têm, e sim que o que importa é o que vem de dentro. No vídeo mostra-se também criaturas digitais interativas como CGI nas ruas juntamente com o grupo.
O vídeo também apareceu em uma cena da telenovela mexicana La Fea Más Bella, exibida pelo Canal de las Estrellas da Televisa.

## Performance comercial
"Ser o Parecer" estreou e alcançou o número quarenta e quatro no a Billboard Hot 100 dos Estados Unidos, na semana que terminou em 16 de dezembro de 2006. No Billboard Hot Latin Songs, "Ser o Parecer" entrou no número cinco na semana que termina em 28 de outubro de 2006. Em suas sexta semana dentro da parada, a música subiu para a posição máxima, das canções latinas na semana que terminou em 2 de dezembro de 2006, superando o gráfico por duas semanas consecutivas. "Ser o Parecer" traçou o top 10 no Latin Songs por quinze semanas consecutivas, de outubro de 2006 a fevereiro de 2007.

## Formatos e faixas
Download digital
- "Ser o Parecer" – 3:31
- "Ser o Parecer (Remix)" – 6:23
- "Ser ou Parecer" – 3:33

## Prêmios e indicações
| Ano  | Premiação             | Categoria              | Resultado |
| ---- | --------------------- | ---------------------- | --------- |
| 2007 | Premios Juventud      | La Mas Pegajosa        | Indicado  |
| 2007 | Premios Juventud      | Mi Video Favorito      | Indicado  |
| 2007 | Orgullosamente Latino | Canción Latina del Año | Indicado  |
| 2007 | Orgullosamente Latino | Video Latino del Año   | Indicado  |

## Créditos e pessoal
Todo o processo de elaboração da canção atribui os seguintes créditos pessoais:
- Alfonso Herrera – vocal
- Anahí – vocal
- Christian Chávez – vocal
- Christopher von Uckermann – vocal
- Dulce María – vocal
- Maite Perroni – vocal
- Armando Ávila – compositor e produtor

## Outras versões
Em 23 de fevereiro de 2022, o grupo rock mexicano Moderatto lançou uma versão – que ganhou novas estrofes – da canção, intitulada "Ser O Parecer - Versión 2022" em colaboração com a cantora peruana Nicole Favre e o rapper mexicano Aczino. A canção foi lançada como segundo single do álbum em homenagem ao RBD, intitulado Rockea Bien Duro (2022).

## Desempenho em paradas musicais
| Chart (2006/2007)                                       | Maior posição |
| ------------------------------------------------------- | ------------- |
| Espanha                                                 | 1             |
| Estados Unidos Billboard Hot 100                        | 44            |
| Estados Unidos Billboard Hot Latin Songs                | 1             |
| Estados Unidos Billboard Latin Regional Mexican Airplay | 16            |
| Estados Unidos Billboard Latin Pop Airplay              | 1             |
| Estados Unidos Billboard Latin Rhythm Airplay           | 8             |
| Estados Unidos Billboard Latin Tropical Airplay         | 10            |
| México Mexican Charts                                   | 1             |
| Roménia Airplay Chart                                   | 7             |